# Тахо Виста (Калифорнија)
Тахо Виста (енгл. Tahoe Vista) насељено је место без административног статуса у америчкој савезној држави Калифорнија.

## Демографија
По попису из 2010. године број становника је 1.433, што је 235 (-14,1%) становника мање него 2000. године.
| Група             | 2000.         | 2010.         |
| Белци             | 1.320 (79,1%) | 1.025 (71,5%) |
| Афроамериканци    | 2 (0,1%)      | 3 (0,2%)      |
| Азијати           | 20 (1,2%)     | 21 (1,5%)     |
| Хиспаноамериканци | 297 (17,8%)   | 352 (24,6%)   |
| Укупно            | 1.668         | 1.433         |